# Sambuca
Sambuca (výslovnost /sambuka/) je druh sladkého anýzového likéru italského původu. Od ostatních anýzových alkoholických nápojů se liší hlavní přísadou, kterou tvoří černý bez. Název nápoje je odvozen od latinského slova Sambucus (černý bez). Obsah alkoholu se pohybuje mezi 38 a 42 %. Tento nápoj je hodně sladký a nejčastěji se pije s kávovými zrny.

## Podobné likéry
- Ouzo